# Orsalåtar (musikalbum)
Orsalåtar är ett musikalbum av Björn Ståbi, utgivet 1997 av Giga Folkmusik. Albumet var det första som Ståbi gav ut helt solo. De flesta låtarna på skivan är traditionella och härstammar från Orsa i Dalarna.

## Låtlista
Alla låtar är traditionella om inget annat anges.
1. "Orsavisan" – 1:45
2. "Orsa storpolska" – 1:45
3. "Vallåtstoner, polska" – 1:55
4. "Systerpolska nr 1" – 1:55
5. "Systerpolska nr 2" – 2:04
6. "Vals efter Far" – 3:00
7. "Polska" – 2:04
8. "Polska efter Gössa Anders" – 2:37
9. "Orsa brudmarsch på gammalt vis" – 1:47
10. "Hambraeuspolskan" – 1:54
11. "Polska efter Gulis Erik" – 2:30
12. "Forsslundspolskan" – 2:30
13. "Bröllopsmarsch efter Bleckå" – 2:17
14. "Gånglåt efter Bleckå" – 1:53
15. "Sökas skall Kristus om Kristus skall finnas" – 2:06
16. "Den signade dag" – 2:03
17. "De fåvitska jungfruarna" – 2:06
18. "Vals efter Jämt Olle" – 3:50
19. "Polska efter Jannisa Per" – 1:54
20. "Vallåt efter Gössa Anders" – 1:37
21. "Polska efter Lorns Anders" – 2:15
22. "Polska efter Gössa Anders" – 1:57
23. "Vallåtspolskan" – 1:54
24. "Isfarten, vals" (Jämt Olle) – 3:04
25. "Polska efter Jämt Olle" – 1:53
26. "Polska efter Lorns Anders" – 2:09
27. "Pellar Anna, polska" – 2:11
28. "Gånglåt efter Bleckå Anders" – 2:06
29. "Orsa skänklåt" – 1:47
30. "Polska efter Gössa Anders" – 1:57
31. "Karl Olofs-polskan" – 1:42
32. "Vi sålde våra hemman" – 2:26

Total tid: 70:21

## Medverkande
- Björn Ståbi — fiol